# تامل درباره گیوتین
تأمّل دربارهٔ گیوتین (انگلیسی: Reflections on the Guillotine) جستاری است نوشتهٔ آلبر کامو که در آن نویسنده موضع محکم و شفافی علیه اعدام گرفته است. در این جستار که در ۱۹۵۷ منتشر شد، کامو می‌نویسد که نظرش نه از سر احساس نزدیکی با محکومین بلکه بر اساس منطق و آمار اثبات‌شده است. نظر کامو دربارهٔ اعدام مشابه نظرهای چزاره بکاریا و مارکی دو ساد است.